# 27ª edizione dei Satellite Awards
La cerimonia di premiazione della 27ª edizione dei Satellite Awards si è svolta a Los Angeles il 3 marzo 2023.
Le candidature sono state annunciate l'8º dicembre 2022.

## Vincitori e candidati
I vincitori saranno indicati in grassetto, a seguire gli altri candidati in ordine alfabetico.

### Cinema

#### Miglior film drammatico
- Top Gun: Maverick, regia di Joseph Kosinski
- Avatar - La via dell'acqua (Avatar: The Way of Water), regia di James Cameron
- The Fabelmans, regia di Steven Spielberg
- Black Panther: Wakanda Forever, regia di Ryan Coogler
- Tár, regia di Todd Field
- Women Talking - Il diritto di scegliere (Women Talking), regia di Sarah Polley
- Living, regia di Oliver Hermanus
- Till - Il coraggio di una madre (Till), regia di Chinonye Chukwu

#### Miglior film commedia o musicale
- Everything Everywhere All at Once, regia di Daniel Kwan e Daniel Scheinert
- Gli spiriti dell'isola (The Banshees of Inisherin), regia di Martin McDonagh
- Elvis, regia di Baz Luhrmann
- Glass Onion - Knives Out (Glass Onion: A Knives Out Mystery), regia di Rian Johnson
- Triangle of Sadness, regia di Ruben Östlund
- RRR, regia di S. S. Rajamouli

#### Miglior attore in un film drammatico
- Brendan Fraser - The Whale
- Tom Cruise - Top Gun: Maverick
- Hugh Jackman - The Son
- Gabriel LaBelle - The Fabelmans
- Bill Nighy - Living
- Mark Wahlberg - Father Stu

#### Miglior attrice in un film drammatico
- Danielle Deadwyler - Till - Il coraggio di una madre (Till)
- Cate Blanchett - Tár
- Jessica Chastain - The Good Nurse
- Viola Davis - The Woman King
- Vicky Krieps - Il corsetto dell'imperatrice (Corsage)
- Michelle Williams - The Fabelmans

#### Miglior attore in un film commedia o musicale
- Austin Butler - Elvis
- Diego Calva - Babylon
- Daniel Craig - Glass Onion - Knives Out (Glass Onion: A Knives Out Mystery)
- Colin Farrell - Gli spiriti dell'isola (The Banshees of Inisherin)
- Ralph Fiennes - The Menu
- Adam Sandler - Hustle

#### Miglior attrice in un film commedia o musicale
- Michelle Yeoh - Everything Everywhere All at Once
- Janelle Monáe - Glass Onion - Knives Out (Glass Onion: A Knives Out Mystery)
- Margot Robbie - Babylon
- Emma Thompson - Il piacere è tutto mio (Good Luck To You, Leo Grande)

#### Miglior attore non protagonista
- Ke Huy Quan - Everything Everywhere All at Once
- Paul Dano - The Fabelmans
- Brendan Gleeson - Gli spiriti dell'isola (The Banshees of Inisherin)
- Eddie Redmayne - The Good Nurse
- Jeremy Strong - Armageddon Time - Il tempo dell'apocalisse (Armageddon Time)
- Ben Whishaw - Women Talking - Il diritto di scegliere (Women Talking)

#### Miglior attrice non protagonista
- Claire Foy - Women Talking - Il diritto di scegliere (Women Talking)
- Angela Bassett - Black Panther: Wakanda Forever
- Kerry Condon - Gli spiriti dell'isola (The Banshees of Inisherin)
- Jamie Lee Curtis - Everything Everywhere All at Once
- Dolly de Leon - Triangle of Sadness
- Jean Smart - Babylon

#### Miglior regista
- James Cameron - Avatar - La via dell'acqua (Avatar: The Way of Water)
- Joseph Kosinski - Top Gun: Maverick
- Baz Luhrmann - Elvis
- Martin McDonagh - Gli spiriti dell'isola (The Banshees of Inisherin)
- Sarah Polley - Women Talking - Il diritto di scegliere (Women Talking)
- Steven Spielberg - The Fabelmans

#### Miglior sceneggiatura originale
- Martin McDonagh - Gli spiriti dell'isola (The Banshees of Inisherin)
- Lukas Dhont e Angelo Tijssens - Close
- Daniel Kwan e Daniel Scheinert - Everything Everywhere All at Once
- Steven Spielberg e Tony Kushner - The Fabelmans
- Todd Field - Tár
- Ruben Östlund - Triangle of Sadness

#### Miglior sceneggiatura non originale
- Sarah Polley - Women Talking - Il diritto di scegliere (Women Talking)
- Rian Johnson - Glass Onion - Knives Out (Glass Onion: A Knives Out Mystery)
- Kazuo Ishiguro - Living
- Rebecca Lenkiewicz - Anche io (She Said)
- Peter Craig, Ehren Kruger, Justin Marks, Christopher McQuarrie ed Eric Warren Singer - Top Gun: Maverick
- Samuel D. Hunter - The Whale

#### Miglior film d'animazione o a tecnica mista
- Marcel the Shell (Marcel the Shell with Shoes On), regia di Dean Fleischer-Camp
- Troppo cattivi (The Bad Guys), regia di Pierre Perifel
- Pinocchio di Guillermo del Toro (Guillermo del Toro's Pinocchio), regia di Guillermo del Toro
- Inu-ō, regia di Masaaki Yuasa
- Red (Turning Red), regia di Domee Shi

#### Miglior film straniero
- Argentina, 1985, regia di Santiago Mitre (Argentina)
- Bardo, la cronaca falsa di alcune verità (Bardo, False Chronicle of a Handful of Truths), regia di Alejandro González Iñárritu (Messico)
- Close, regia di Lukas Dhont (Belgio)
- Il corsetto dell'imperatrice (Corsage), regia di Marie Kreutzer (Austria)
- Decision to Leave (Decision to Leave), regia di Park Chan-wook (Corea del Sud)
- Holy Spider, regia di Ali Abbasi (Danimarca)
- The Quiet Girl (An Cailín Ciúin), regia di Colm Bairéad (Irlanda)
- Krigsseileren, regia di Gunnar Vikene (Norvegia)

#### Miglior documentario
- Fire of Love, regia di Sara Dosa
- All That Breathes, regia di Shaunak Sen
- Tutta la bellezza e il dolore - All the Beauty and the Bloodshed (All the Beauty and the Bloodshed), regia di Laura Poitras
- Descendant, regia di Margaret Brown
- Good Night Oppy, regia di Ryan White
- Moonage Daydream, regia di Brett Morgen
- The Return of Tanya Tucker: Featuring Brandi Carlile, regia di Kathlyn Horan
- The Territory, regia di Alex Pritz
- Young Plato, regia di Declan McGrath

#### Miglior fotografia
- Claudio Miranda - Top Gun: Maverick
- Russell Carpenter - Avatar - La via dell'acqua (Avatar: The Way of Water)
- Linus Sandgren - Babylon
- Ben Davis - Gli spiriti dell'isola (The Banshees of Inisherin)
- Mandy Walker - Elvis
- Roger Deakins - Empire of Light

#### Miglior montaggio
- Paul Rogers - Everything Everywhere All at Once
- Jonathan Redmond e Matt Villa - Elvis
- Sarah Broshar e Michael Khan - The Fabelmans
- Monika Willi - Tár
- Eddie Hamilton - Top Gun: Maverick
- Terilyn A. Shropshire - The Woman King

#### Miglior colonna sonora
- Justin Hurwitz - Babylon
- Carter Burwell - Gli spiriti dell'isola (The Banshees of Inisherin)
- John Williams - The Fabelmans
- Lorne Balfe, Harold Faltermeyer, Lady Gaga e Hans Zimmer - Top Gun: Maverick
- Terence Blanchard - The Woman King
- Hildur Guðnadóttir - Women Talking - Il diritto di scegliere (Women Talking)

#### Miglior canzone originale
- Hold My Hand - Top Gun: Maverick
- Applause - Tell It Like a Woman
- Carolina - La ragazza della palude (Where the Crawdads Sing)
- Lift Me Up - Black Panther: Wakanda Forever
- Naatu Naatu - RRR
- Vegas - Elvis

#### Migliori effetti visivi
- Joe Letteri, Eric Saindon, Richie Baneham e Daniel Barrett - Avatar - La via dell'acqua (Avatar: The Way of Water)
- Jay Cooper, Elia Popov, Kevin Martel ed Ebrahim Jahromi - Babylon
- Dan Lemmon, Russell Earl, Anders Langlands e Dominic Tuohy - The Batman
- Abishek Nair, Marko Chulev, Ivan Busquets e Steven Nichols - Good Night Oppy
- V. Srinivas Mohan - RRR
- Ryan Tudhope, Scott R. Fisher, Seth Hill e Bryan Litson - Top Gun: Maverick

#### Miglior scenografia
- Anthony Carlino e Florencia Martin - Babylon
- Dylan Cole e Ben Procter - Avatar - La via dell'acqua (Avatar: The Way of Water)
- Catherine Martin e Karen Murphy - Elvis
- Rick Carter - The Fabelmans
- Juliana Barreto Barreto - A Love Song
- Sabu Cyril - RRR

#### Migliori costumi
- Mary Zophres - Babylon
- Ruth E. Carter - Black Panther: Wakanda Forever
- Catherine Martin - Elvis
- Alexandra Byrne - Empire of Light
- Sandy Powell - Living
- Gersha Phillips - The Woman King

#### Miglior sonoro
- Al Nelson, James Mather, Mark Weingarten e Bjorn Schroeder - Top Gun: Maverick
- Christopher Boyes, Gwendolyn Yates Whittle, Dick Bernstein, Gary Summers, Michael Hedges e Julian Howarth - Avatar - La via dell'acqua (Avatar: The Way of Water)
- Steve Morrow, Ai-Ling Lee, Mildred Iatrou Morgan ed Andy Nelson - Babylon
- David Lee, Wayne Pashley, Andy Nelson e Michael Keller - Elvis
- Raghunath Kemisetty, Boloy Kumar Doloi e Rahul Karpe - RRR
- Becky Sullivan, Kevin O'Connell, Tony Lamberti e Derek Mansvelt - The Woman King

### Premi speciali

#### Miglior cast cinematografico
- Glass Onion - Knives Out (Glass Onion: A Knives Out Mystery)

#### Miglior cast televisivo
- Winning Time - L'ascesa della dinastia dei Lakers (Winning Time: The Rise of the Lakers Dynasty)